# Valère Arickx
Valère Arickx (Pittem, 9 augustus 1921 - Kortrijk, 8 juli 2001) was een Belgische heemkundige, genealoog, onderwijzer, bibliothecaris en radiodirecteur.

## Levensloop
Valère Jozef Alberik Arickx studeerde van 1935 tot 1940 aan de normaalschool in Torhout, waar hij als laureaat zijn studies afsloot. Hij studeerde daarna tot 1943 in Gent aan het Katholiek Hoger Instituut voor Opvoedkunde. Van 1946 tot 1949 studeerde hij in Brussel aan de Middelbare Bibliotheekschool. Ondertussen was hij in 1940 in Pittem onderwijzer geworden. In 1953 werd hij hoofdonderwijzer van de lagere afdeling in het Onze-Lieve-Vrouwecollege in Assebroek.
In 1957 trok hij naar Leopoldstad in Belgisch-Congo, waar hij adjunct-bibliothecaris werd van de Centrale Bibliotheek van Belgisch Congo. Later werd hij er bibliothecaris en hoofdbibliothecaris tot 1961. Hij keerde daarna terug naar België en werd in 1962 producer-journalist bij BRT Omroep West-Vlaanderen in Kortrijk. Van 1964 tot aan het in werking treden van het bibliotheekdecreet in 1978 was hij ook rijksinspecteur van de Openbare Bibliotheken in het zuiden van de provincies West- en Oost-Vlaanderen. In 1972 volgde hij André Demedts op als directeur-productieleider bij Omroep West-Vlaanderen en bleef dit tot 1986.

## Historicus en heemkundige
Naast zijn beroepsactiviteiten interesseerde hij zich ook voor geschiedenis, naamkunde en heemkunde. Hij schreef werken omtrent de geschiedenis van Pittem (1951) en Egem (1982). Hij publiceerde talrijke volkskundige, heemkundige, genealogische en historische artikels in verschillende tijdschriften. In 1964 was hij medeoprichter van de Vlaamse Vereniging voor Familiekunde. Van 1978 tot 2000 was hij ondervoorzitter van het Vlaams Centrum voor Genealogie en Heraldiek in Handzame. In 1988 organiseerde hij in Pittem de nationale herdenking van Ferdinand Verbiest.
Tijdens zijn leven deed hij onderzoek naar de familiegeschiedenis van zijn familie. Het onafgewerkte manuscript en zijn archief schonk hij aan de gemeente Pittem. De afgewerkte genealogie werd enkele jaren later gepubliceerd. Hij deed eveneens onderzoek naar de afkomst van de Pittemse missionaris Ferdinand Verbiest.
In 2007 werd in Pittem een heemkundige kring opgericht die de naam Valeer Arickx draagt. De eerste taak die de kring op zich nam was de vervollediging en de publicatie van de door Arickx ondernomen geschiedenis van de familie Arickx.

## Bestuurlijke activiteiten
Valère Arickx was onder meer:
- Ridder (1969) in de West-Vlaamse Orde van het 't Manneke uit de Mane. Hij werd ondervoorzitter van het bestuur en tijdens de wegens ziekte onbeschikbaarheid van de hoofdman Lieven Spyckerelle leidde hij het gezelschap.
- Lid van het 'Berek' (bestuur) van het tijdschrift Biekorf
- Bestuurslid van het Comité voor Frans-Vlaanderen
- Algemeen voorzitter van de Vlaamse genealogische vereniging Vlaamse vereniging voor familiekunde (VVF)

## Publicaties
- Geschiedenis van Pittem, Veys, Pittem, 1951
- Geschiedenis van Egem (2 delen), gemeentebestuur Pittem, 1982
- Nationale herdenking Ferdinant Verbiest S.J. 1623-1688, Verbiestcomité, Pittem, 1988
- Vier eeuwen familiegeschiedenis, Pittem, 2007
- Talrijke artikels in Biekorf - Zie: | artikels V. Arickx vermeld op Digitale bibliotheek der Nederlandse letteren